# Thorsten Kinhöfer
Thorsten Kinhöfer (Wanne-Eickel, 27 juni 1968) is een Duits voormalig voetbalscheidsrechter. Hij was in dienst van FIFA en UEFA tussen 2006 en 2013. Ook leidde hij tussen 2002 en 2015 wedstrijden in de Bundesliga.
Op 23 september 2001 leidde Kinhöfer zijn eerste wedstrijd in de Duitse nationale competitie. Tijdens het duel tussen 1860 München en VfL Wolfsburg (2–1) trok de leidsman vijfmaal de gele kaart, waarvan twee aan dezelfde speler. Ook gaf hij nog een directe rode kaart. In Europees verband debuteerde hij tijdens een wedstrijd tussen AJ Auxerre en Farul Constanța in de UEFA Intertoto Cup; het eindigde in 4–1 en Kinhöfer gaf zeven gele kaarten. Zijn eerste interland floot hij op 1 maart 2006, toen de Verenigde Staten met 1–0 wonnen van Polen. Tijdens dit duel gaf Kinhöfer twee gele kaarten.

## Interlands
| Datum            | Plaats                    | Wedstrijd                | Uitslag | Competitie           | Kreeg geel | Kreeg voor de tweede keer geel en dus rood | Weggestuurd |
| ---------------- | ------------------------- | ------------------------ | ------- | -------------------- | ---------- | ------------------------------------------ | ----------- |
| 1 maart 2006     | Kaiserslautern, Duitsland | Verenigde Staten – Polen | 1 – 0   | Vriendschappelijk    | 2          | 0                                          | 0           |
| 4 juni 2006      | Krefeld, Duitsland        | Macedonië – Turkije      | 1 – 0   | Vriendschappelijk    | 2          | 0                                          | 0           |
| 6 februari 2008  | Nova Gorica, Slovenië     | Slovenië – Denemarken    | 1 – 2   | Vriendschappelijk    | 2          | 0                                          | 0           |
| 29 mei 2008      | Duisburg, Duitsland       | Finland – Turkije        | 0 – 2   | Vriendschappelijk    | 1          | 0                                          | 0           |
| 29 februari 2012 | Bursa, Turkije            | Turkije – Slowakije      | 0 – 2   | Vriendschappelijk    | 2          | 0                                          | 0           |
| 16 oktober 2012  | Porto, Portugal           | Portugal – Noord-Ierland | 1 – 1   | WK 2014 kwalificatie | 2          | 0                                          | 0           |
| 28 mei 2013      | Duisburg, Duitsland       | Letland – Turkije        | 3 – 3   | Vriendschappelijk    | 3          | 0                                          | 0           |